# Dictyotales
Dictyotales é uma ordem de algas castanhas (classe Phaeophyceae) que contém um largo número de espécies distribuídas por todos os oceanos. Os membros desta ordem preferem em geral águas marinhas mais quentes do que a maioria das algas castanhas.

## Descrição
O género Padina é o único com características calcogénicas pertencente a este grupo taxonómico até ao nível de filo.
Os membros do grupo Dictyota dominam 70% da biomassa bentónica nos recifes das Florida Keys. A expansão deste género deve-seem parte ao sucesso da sua estratégia de reprodução assexual a partir de fragmentos criados por distúrbios ambientais de origem biótica ou abiótica.

## Lista de família e géneros
Embora alguns autores considerem o agrupamente constituído por uma única família, a família das Dictyotaceae J.V.Lamouroux ex Dumortier, a maioria dos autores divide o grupo pelas seguintes famílias e géneros:
- Família das Dictyotaceae, com os géneros:

- - Canistrocarpus
  - Dictyopteris
  - Dictyota
  - Dictyotopsis
  - Dilophus
  - Distromium
  - Exallosorus
  - Homoeostrichus
  - Lobophora
  - Lobospira
  - Newhousia
  - Pachydictyon
  - Padina
  - Rugulopteryx
  - Spatoglossum
  - Stoechospermum
  - Stypopodium
  - Taonia
  - Zonaria

- Família das Scoresbyellaceae com o género:
  - Scoresbyella